# Woskriesienka (rejon wołżski)
Woskriesienka (ros. Воскресенка) – wieś (sieło) w Rosji, w obwodzie samarskim, w rejonie wołżskim. W 2021 liczyła 3012 mieszkańców.